# Daguerréotype
Le daguerréotype est un procédé photographique mis au point par Nicéphore Niépce et Louis Daguerre. Il produit une image sans négatif sur une surface d'argent pur, polie comme un miroir, exposée directement à la lumière.

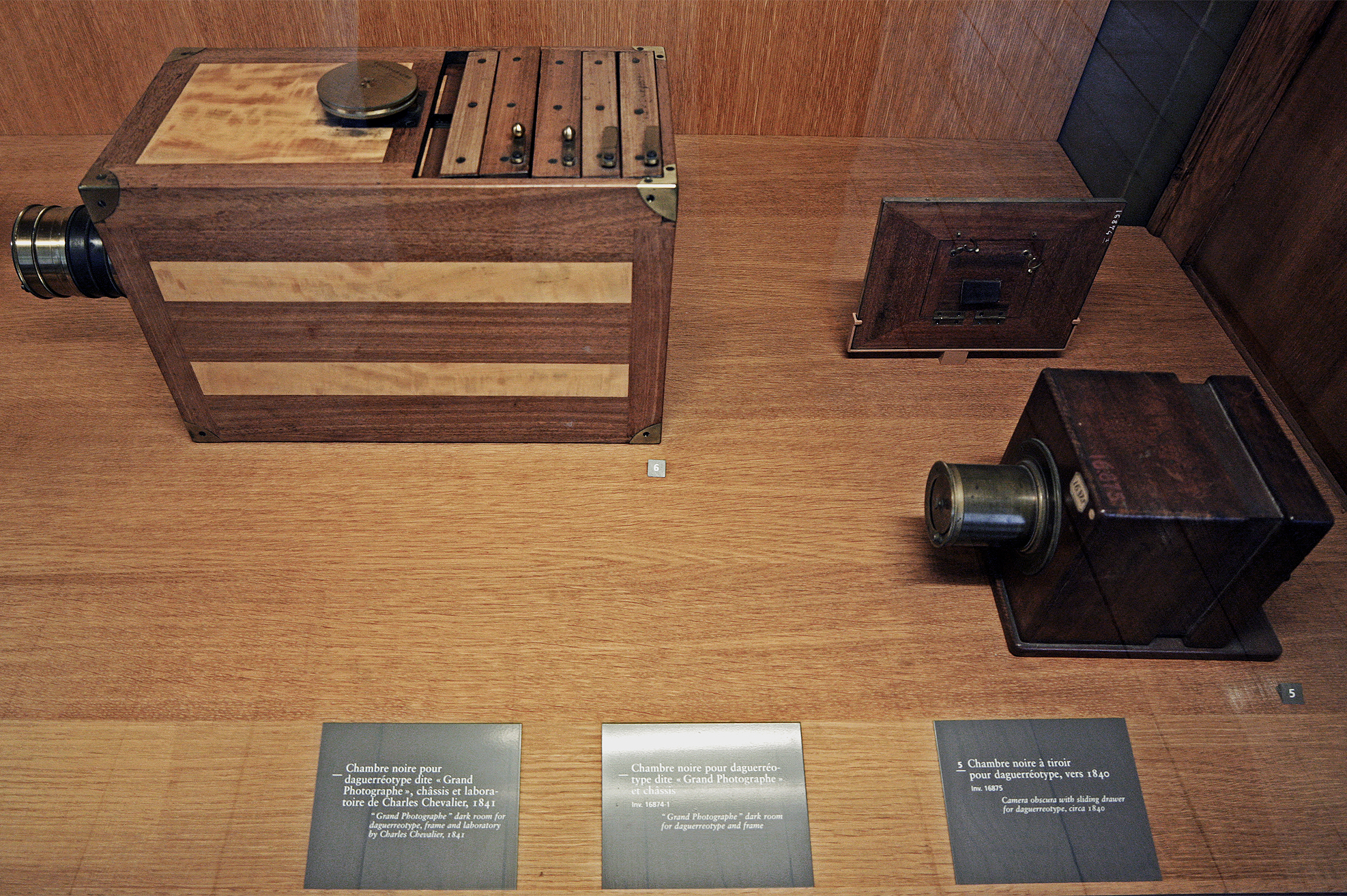
Chambres noires et plaques pour daguerréotype appelé « Grand Photographe » (1840-1841), fabriqués par Charles Chevalier. Paris, musée des Arts et Métiers.

## Histoire
Le daguerréotype n'est pas le premier procédé photographique, mais les images produites par la plupart des procédés antérieurs avaient tendance à disparaître rapidement du fait de l'action de la lumière du jour et de l'absence d'un fixateur opérant, tandis que le procédé de Niépce au bitume de Judée requérait, pour les prises de « vues », plusieurs jours de pose. Le procédé du daguerréotype est ainsi l'un des premiers à enregistrer et à afficher, de façon exploitable, une image permanente. Il est donc devenu le premier procédé photographique utilisé commercialement.

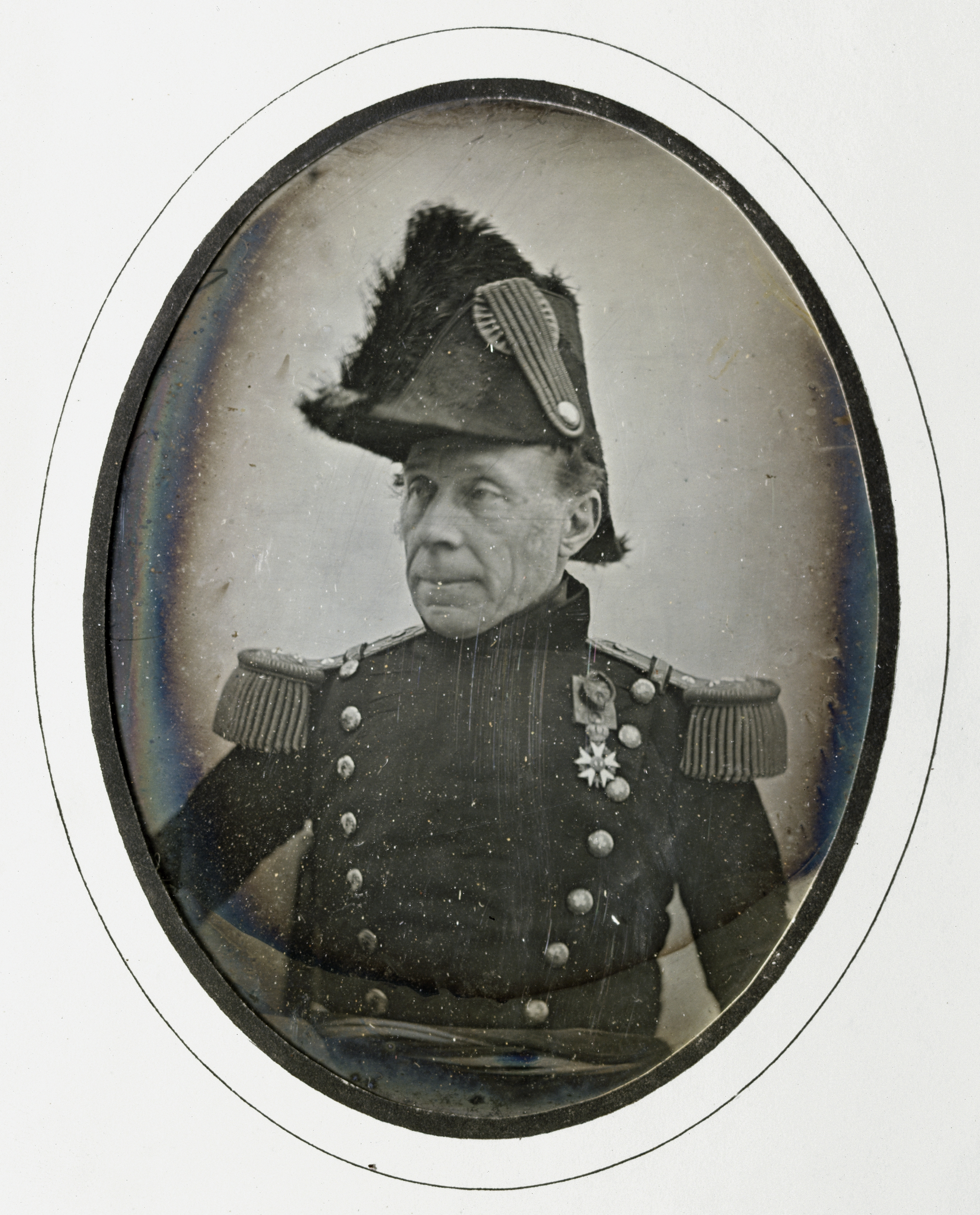
Daguerréotype du général suisse Guillaume Henri Dufour (1850), localisation inconnue.

Le terme daguerréotype provient du nom de son inventeur, l'artiste et décorateur français Louis Daguerre, qui invente ce procédé en 1835. Après des années de perfectionnement, son invention est présentée à l'Académie des sciences par Arago le 7 janvier 1839. 
Le brevet de Daguerre est acquis par le gouvernement français, ce qui permet à l'Académie, en publiant les détails du procédé le 19 août 1839, d'en « doter libéralement le monde entier ».
Parallèlement, des recherches sont menés en Angleterre par William Henry Fox Talbot qui invente le calotype dont il obtiendra le brevet en 1840. Le calotype permet une impression sur papier à la différence du daguerréotype qui utilise lui des plaques de cuivre recouvertes d'argent. Seule l'invention de Daguerre sera reconnue, notamment grâce au travail de l'académie dans la diffusion des procédés du daguerréotype. Cependant, le procédé du négatif-positif devint la base de la photographie argentique moderne. 
Le daguerréotype est un procédé uniquement positif ne permettant aucune reproduction de l'image. Il est constitué d'une plaque, généralement en cuivre, recouverte d'une couche d'argent. Cette plaque est sensibilisée à la lumière en l'exposant à des vapeurs d'iode qui, en se combinant à l'argent, produisent de l'iodure d'argent photosensible. Lorsqu'elle est exposée à la lumière, la plaque enregistre une image invisible, dite « image latente ». Le temps d'exposition est d'environ vingt à trente minutes, soit beaucoup moins que les méthodes précédentes qui nécessitaient plusieurs heures d'exposition.
Le développement de l'image est effectué en plaçant la plaque exposée au-dessus d'un récipient de mercure légèrement chauffé (75 °C). La vapeur du mercure se condense sur la plaque et se combine à l'iodure d'argent en formant un amalgame uniquement aux endroits où la lumière a agi proportionnellement à l'intensité de celle-ci. L'image ainsi produite est très fragile et peut être enlevée en chauffant la plaque, ce qui produit l'évaporation du mercure de l'amalgame.
On peut à juste titre se demander comment Daguerre qui n'était pas chimiste eut l'idée de soumettre la plaque exposée à des vapeurs de mercure. En 1904, le Professeur Ostwald, chimiste allemand publia un traité intitulé Éléments de chimie inorganique dont la version française fut publiée en 1913 par les éditions Gauthier-Villars.
Dans son article sur l'iodure d'argent (§ 708, page 318 du tome II), il indique en note de bas de page :

« […] Il est instructif de connaître l'histoire de la découverte de ce procédé. Daguerre avait d'abord cherché à utiliser directement le noircissement de l'iodure d'argent à la lumière, et il avait dirigé ses recherches vers la préparation d'une couche assez sensible pour que le noircissement s'y fasse le plus vite possible. Il avait une fois commencé à prendre une vue, mais fut obligé d'abandonner son travail, et comme la plaque n'avait pas encore noirci, il la crut bonne pour une nouvelle expérience et la mit à cet effet dans une armoire obscure.
Le lendemain, il trouva l'image sur la plaque. Il s'aperçut bientôt qu'une image se produisait chaque fois qu'une plaque éclairée un instant était mise dans l'armoire, mais ne savait pas lequel des objets placés dans cette armoire produisait cet effet.
Il éloigna ces objets l'un après l'autre, mais obtenait toujours des images, même une fois l'armoire entièrement vidée. D'autres armoires, dans les mêmes conditions, ne fournissaient pas d'image. Finalement, il découvrit quelques gouttes de mercure dans les joints du bois, et une expérience de vérification lui fit voir que l'image se développait lorsqu'on maintenait la plaque au-dessus de mercure métallique. »

— Ostwald
C'est la seule mention de cette anecdote rencontrée dans la littérature chimique à ce jour.
La véracité de cette anecdote, souvent réimprimée, est maintenant mise en cause par les photohistoriens modernes.
L'opération suivante consiste à fixer l'image, c'est-à-dire à la rendre permanente, en plongeant la plaque dans une solution d'hyposulfite de soude, dont l'action avait été découverte plus tôt par Daguerre et Nicéphore Niepce. L'image produite par cette méthode est si fragile qu'elle ne supporte pas la plus légère manipulation, et doit être protégée contre tout contact.
La daguerréotypie se répandit rapidement, excepté en Angleterre, où Daguerre avait secrètement fait breveter son procédé avant de le vendre au gouvernement français. Au début des années 1840, l'invention fut présentée aux artistes des États-Unis par Samuel Morse, l'inventeur du télégraphe, via George W. Prosch ; en 1842, Morse avait en effet acheté son premier appareil auprès du Français François Fauvel-Gouraud, représentant des établissements Alphonse Giroux. Rapidement, un exubérant marché de portraits vit le jour, souvent par le travail d'artistes ambulants qui se déplaçaient de ville en ville, à l'image de Jean Nicolas Truchelut. L'un des plus prolifiques daguerréotypistes américains fut Abraham Bogardus sur Broadway. En mars 1840, Alexander Wolcott ouvre un Daguerrean Parlor, constituant l'un des premiers studios photographiques non itinérant au monde, destiné à produire de petits portraits.
Le daguerréotype ne fut employé que pendant environ dix ans, car, ensuite, il a été concurrencé par d'autres procédés :
- l'ambrotype, présenté en 1854, une image positive sur verre, avec un fond noir ;
- le ferrotype, une image sur étain traité chimiquement ;
- le panotype[6], une photographie sur tissu ;
- la photographie à l'albumine, une photographie sur papier produit à partir de grands négatifs de verre.

Le déclin rapide de la photographie par daguerréotype était inévitable. Le processus était complexe, nécessitait beaucoup de travail et impliquait de nombreuses étapes, ce qui rendait les daguerréotypes chers et peu accessibles au grand public. En outre, l'exposition typique était longue, exigeant de rester immobile et de tenir la pose pendant tout ce temps. Enfin, l'inconvénient principal était peut-être l'absence de négatifs qui empêchait toute reproduction de l'image.
Toutefois, à la différence des photographies sur film et sur papiers, un daguerréotype peut durer pour toujours, lorsqu'il est convenablement protégé. Aujourd'hui, les daguerréotypes sont des articles de collection très recherchés (voir en fin d’article pour plus de détails). Certains, les daguerréotypes produits par Southworth & Hawes, de Boston, et George S. Cook, de Charleston, sont considérés comme des chefs-d'œuvre de l'art de la photographie.

## Les ateliers de daguerréotypes

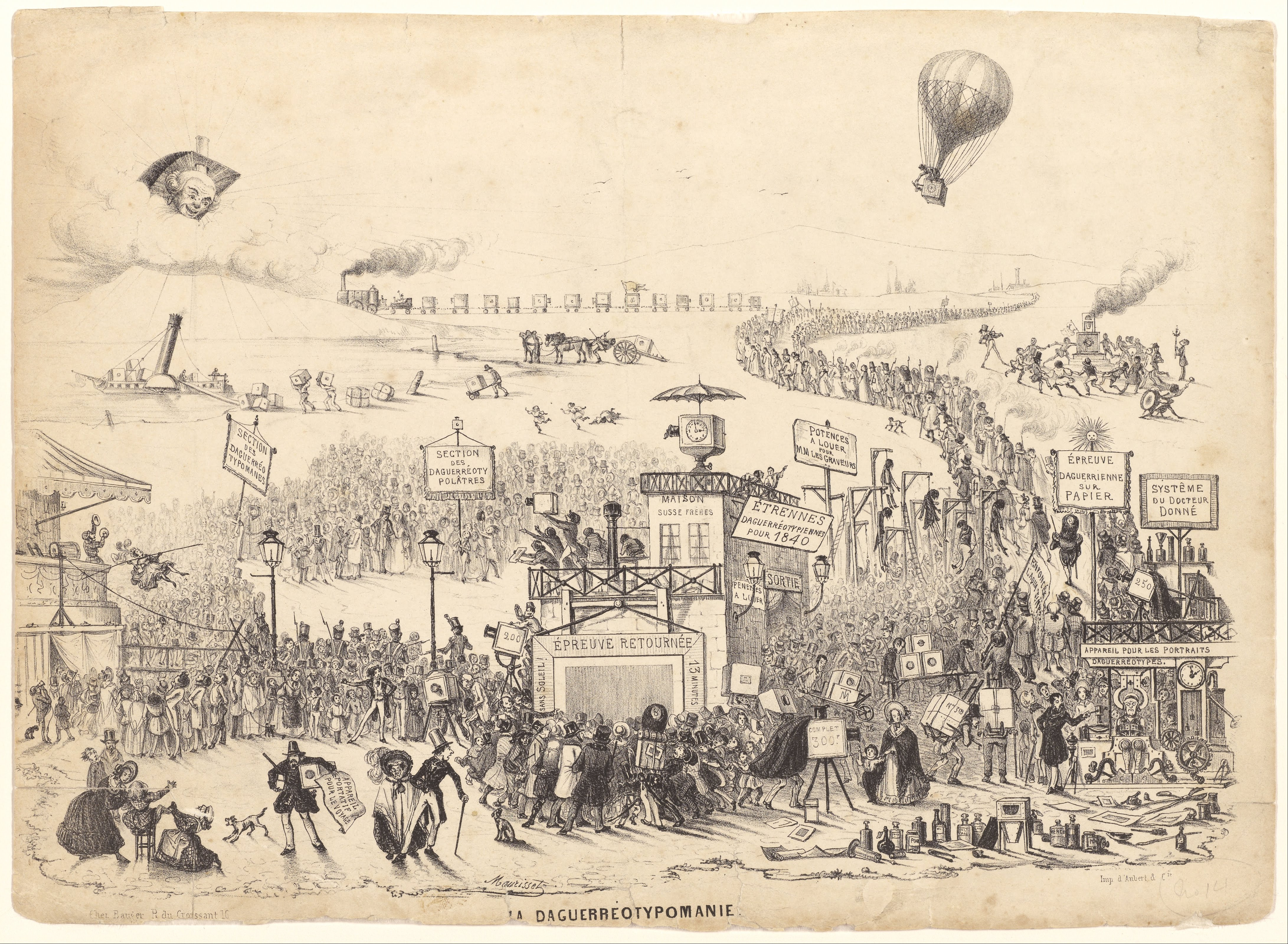
« La Daguerréotypomanie. »
Lithographie de parue dans La Caricature en décembre 1839.
De longues files de personnes attendent de se faire photographier, tandis que d'autres font la queue pour s'initier à la daguerrotypie. Sur les pancartes, on peut lire : « Section des daguerrotypomanes », « Section des daguerrotypolâtres », « Épreuve daguerrienne sur papier », « Étrennes daguerrotypiennes pour 1840 » et « Potences à louer pour les graveurs », cette dernière annonçant la mort de l'art et la naissance de la photographie. Dans le ciel, un ballon dirigeable porte une chambre photographique dans son panier.

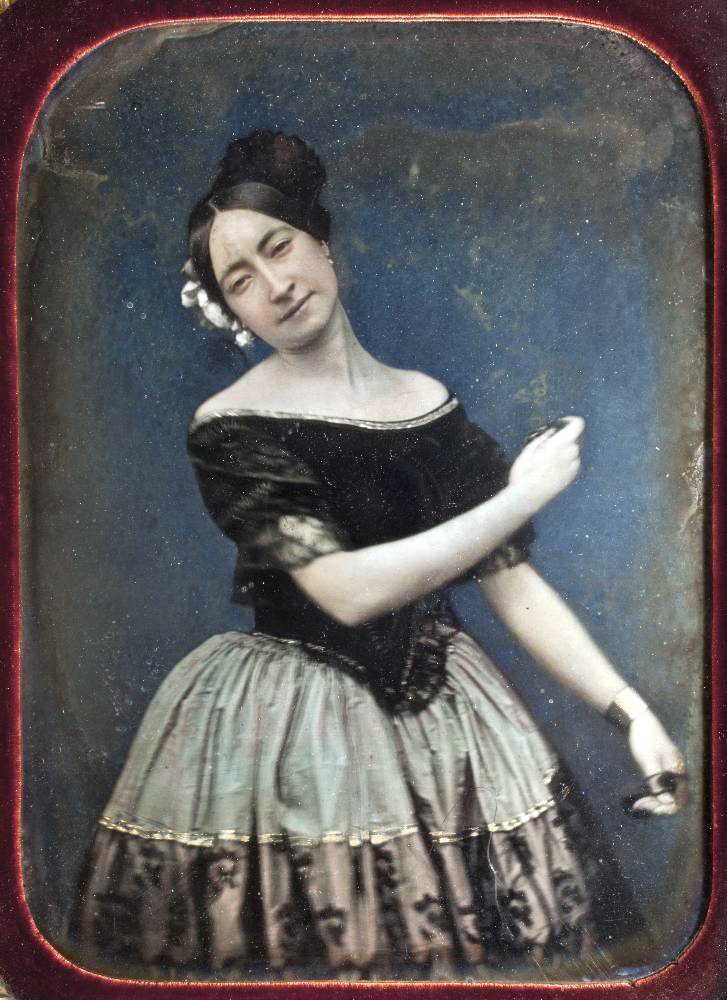
Portrait présumé de Marie Guy-Stéphan, daguerréotype (vers 1850), Madrid, photothèque de l'Institut du patrimoine culturel d'Espagne.

L’annonce officielle de Daguerre en 1839 est d’abord lancée à Paris, ville qui restera durant plus d’une décennie un des principaux centres de recherche et de production de la daguerréotypie. Au cœur d’une ère où l’art et la science se recroisent, l’impact sur le public est énorme, et la commercialisation prometteuse : très vite, les premiers ateliers ouvrent leurs portes.
Le plus souvent, les daguerréotypistes sont issus d’une formation étrangère à la photographie même, et nombre d’entre eux continuent même de pratiquer leurs anciens métiers : peintres, opticiens, parfois marchands. Pour ouvrir un atelier, la publicité est très importante. Les annonces sont faites dans les journaux locaux, et l’enseigne doit être imposante, compte tenu de la concurrence de plus en plus forte à Paris. Les ateliers proposent principalement des portraits, mais aussi des prises de vues en extérieur, soit pour portraiturer à domicile, dans le jardin du client, soit pour la vente de vues de paysages. En parallèle avec leurs activités publiques, beaucoup de daguerréotypistes s’adonnent dans leur atelier à des recherches ou à des prises de vue de Paris, moins commerciales. Un atelier parisien des années 1845-1850 peut produire plus de 5 000 images par an.
Seule une petite partie de leur production nous est parvenue. En effet, les plaques se détériorent facilement et la conservation n’est au XIXe siècle pas suffisamment avancée pour éviter l’oxydation corrosive des daguerréotypes laissés au contact de l’air. Les plaques non conservées dans des écrins hermétiques sont souvent irrécupérables, tandis que d’autres, du fait du coût élevé du matériau, sont plus tard repolies afin d’être réutilisées.
À partir de 1841, les avancées scientifiques permettent de réaliser un portrait en moins d’une minute. La daguerréotypie se répand commercialement de plus en plus, de nombreux ateliers de portraits ouvrent leurs portes à Paris dans les années 1840. Moins de deux ans après l’annonce de Daguerre, certains daguerréotypistes parviennent déjà, par la réduction des formats de leurs plaques et le perfectionnement de leurs méthodes, à obtenir des portraits en quelques dizaines de secondes. Ces avancées apparaissent d’abord à Vienne, avec les frères Natterer, puis aux États-Unis, avec John Adams Whipple, avant de se diffuser à Paris à partir de mars 1841.
Les premiers ateliers parisiens s’installent autour du Palais-Royal — la France est alors encore sous régime monarchique — sur les derniers étages des immeubles. Ainsi apparaissent répertoriés dans les bottins l’atelier de Charles Chevalier dès 1841, puis ceux de Jean-Baptiste Sabatier-Blot, Legros et Eduard Vaillat à partir de 1845. Ils font construire des verrières sur les toits afin de réaliser des portraits daguerréotypes en plein soleil. Évidemment, la belle saison favorise ces activités, très difficiles en hiver les premières années, du fait du manque de lumière. Au début des années 1840, ces ateliers restent relativement artisanaux, le travail nécessaire à la daguerréotypie (révélation dans l’obscurité au mercure), et surtout sa non-reproductibilité, ne permettant pas de production massive d’images comme Paris en connaîtra sous le Second Empire. Il se crée des ateliers dans plusieurs villes européennes, comme celui d'Emilie Bieber, à Hambourg, fondé en 1852. Mais dès le milieu des années 1850, ces ateliers de daguerréotypie se voient progressivement éclipsés par la concurrence des nouveaux studios de portraits tirés sur papier et reproductibles, et ne conservent, comme le dira alors Nadar, qu’un charme désuet, tout juste bon à attirer des provinciaux ou des nostalgiques.

### Le portrait
Les ateliers de portraits s’adressent aux débuts essentiellement à la bourgeoisie, leur coût restant avant les années 1850 assez élevé. Une nouvelle bourgeoisie est alors en plein essor, les « nouveaux riches », dirigeants de la société industrielle. La plupart sont issus de familles peu illustres, voire pauvres, et s’installent à peine dans un milieu aisé où leur intégration est difficile sans l’image d’un passé glorieux. Cette nouvelle classe dirigeante voit alors en la daguerréotypie le moyen de pallier l’absence de galeries de tableaux familiaux, et de se fabriquer ainsi une « histoire » respectable. Le daguerréotype devient dès lors un témoin crucial de sa place dans la hiérarchie sociale.
Les ateliers parisiens sont alors aménagés en intérieurs luxueux, afin de témoigner du niveau de vie du sujet, mais aussi afin d’évoquer des traits plus personnels : son métier, sa formation. La réussite sociale étant la seule gloire de ces nouveaux bourgeois, ils la mettent ainsi en valeur par l’excès de luxe dans lequel ils se font immortaliser : rideaux en drapés, riche mobilier de salon, signe de haute culture (livres, instruments de musique). La pose devient un véritable rituel, dans la tradition des peintres portraitistes, et le temps d’installation nécessaire, si long soit-il, n’entrave pas l’attrait de la clientèle pour le daguerréotype. Car, contrairement à la communauté scientifique et aux photographes, les riches clients ne se soucient guère de l’aspect pratique d’un temps de pose réduit. Ils sont plutôt attirés par le côté à la fois rare, unique, précieux et nouveau du daguerréotype, dont l'une des principales caractéristiques est sa brillance argentée).

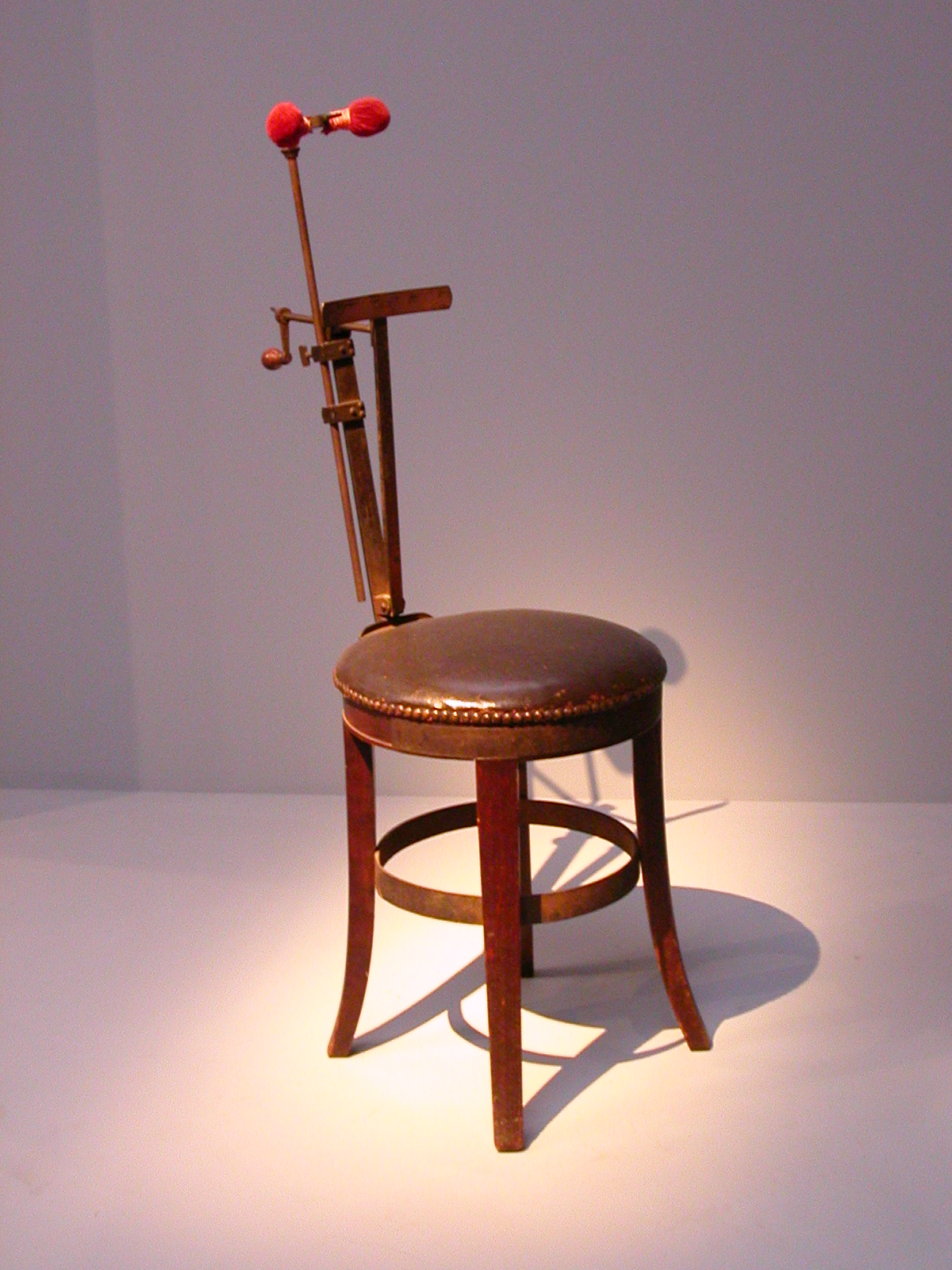
Chaise avec appui-tête réglable permettant de tenir le buste immobile utilisé pour les prises de vues avec daguerréotypes.

À la fin des années 1840, on va jusqu’à utiliser des mécanismes de maintien du corps et de la tête, afin d’ajuster sa posture et de s’assurer de son immobilité, seule garante de la netteté de l’image. Les temps de pose pouvant être de plus de 30 minutes, il est difficile de se tenir figé si longtemps.
Depuis l’annonce de 1839 est née à Paris une communauté « daguerréophobe ».
Les ateliers proposent bientôt des daguerréotypes coloriés, grâce à des teintes sur métal. La grandeur de la plaque, matériau de métal argentifère donc coûteux, est également une indication non négligeable d’aisance financière ; néanmoins, les dimensions varient peu à partir de 1844-1845, le format le plus courant pour le portrait restant le quart de plaque, soit environ 10 × 8 cm. La plaque impressionnée est ensuite conservée sous verre pour pallier le risque d’oxydation du dépôt métallique, puis insérée dans un écrin et généralement dans un cadre évoquant le luxe de l’objet. Dorures, décors dessinés ou inscription soigneusement calligraphiée mettent en valeur l’image centrale. Parmi les propositions des ateliers figure également la pratique du portrait funéraire : dès 1842, l’atelier parisien Frascari propose des portraits à domicile de personnes décédées.
Ces ateliers vont également jouer un rôle important dans les recherches sur l’amélioration du procédé de Daguerre au cours des quelques années qui suivent la découverte. Les premiers daguerréotypistes se réunissent dans leurs ateliers afin d’échanger leurs méthodes artisanales et leurs découvertes. Chez Noël Paymal Lerebours, par exemple, qui installe son atelier dans sa boutique d’opticien place du Pont-Neuf, des collègues et amis viennent prendre des vues de sa fenêtre (Hossard parmi d’autres, autour de 1845). Ainsi, en 1840, Hippolyte Fizeau, ancien élève en médecine, met au point un procédé de virage à l’or, améliorant le détail et la finesse du rendu, vite adopté par divers ateliers parisiens. Un an plus tard, collaborant avec Fizeau, Léon Foucault, qui sera membre fondateur de la Société française de photographie, expérimente avec Marc Antoine Gaudin le traitement des plaques au brome, extrêmement sensible, permettant une diminution spectaculaire du temps de pose. Lerebours et Gaudin parlent alors de vues prises en un dixième de seconde, pose suffisamment courte pour laisser apparaître les gens en mouvement. Vers 1843, Choiselat et Ratel, deux autres daguerréotypistes installés à Paris, mettent eux aussi au point une liqueur de brome combiné à l’hydrogène, et réalisent des prises de vues de moins de deux secondes.

### Les vues de Paris

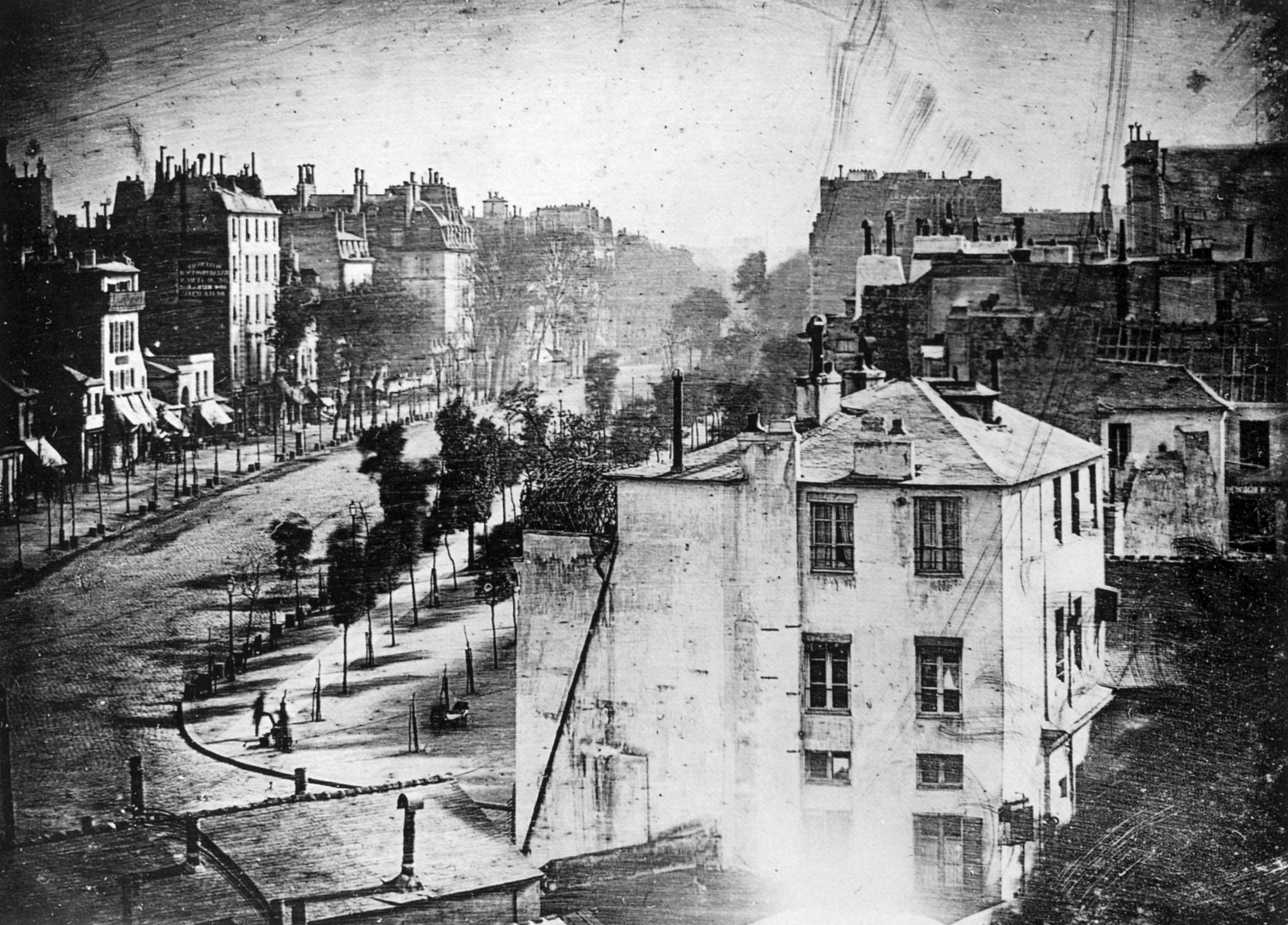
Boulevard du Temple, Paris (1838), musée municipal de Munich. L'un des tout premiers daguerréotypes. Le cliché semble avoir été pris depuis l'actuelle caserne Vérines, située place de la République.

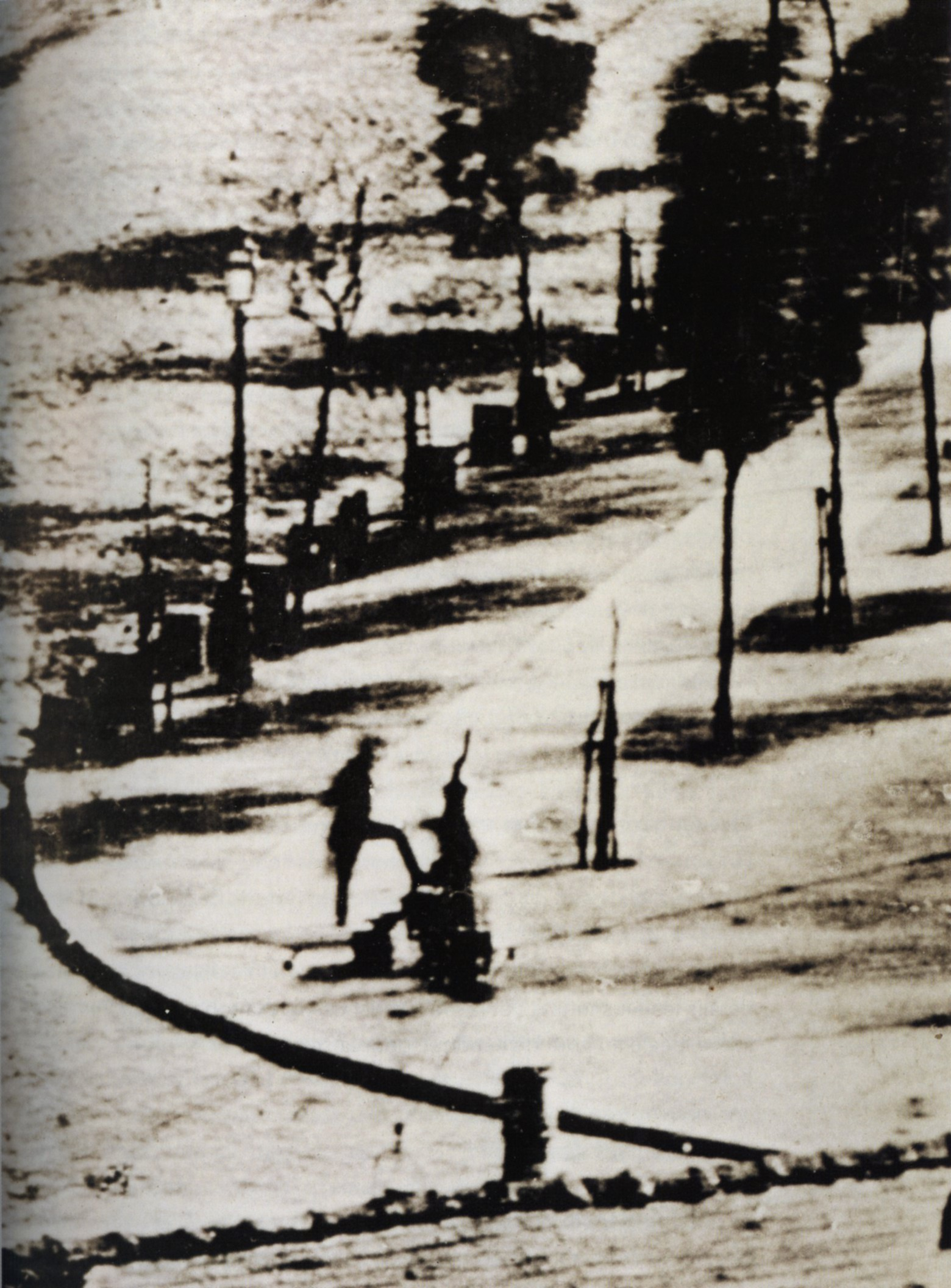
Détail de l'image Boulevard du Temple ci-dessus. Un homme remplit deux seaux à une pompe ou se fait cirer les chaussures (en réalité, il s'agit bien d'un cireur de chaussures. Ce que l'on interprète par erreur comme étant une pompe, est en fait le haut du tronc d'arbre coupé situé devant le cireur). Son attente lui permet d'être suffisamment exposé pour apparaître distinctement sur le daguerréotype, contrairement aux autres passants de la rue vraisemblablement remplie de monde. C'est la première image photographique datée d'une personne humaine, après un petit daguerréotype dit « portrait de M. Huet », daté de 1837 et attribué à Daguerre.

Aux débuts de la daguerréotypie, l’encombrement du matériel nécessaire à la réalisation de bonnes prises de vues ne permet guère d’excursions paysagères. Les premiers photographes travaillent en intérieur, prenant des vues de leur fenêtre. C’est ainsi que naissent les premiers bourgeons d’ateliers à Paris, dont celui de Lerebours, bénéficiant d’une vue imprenable sur le quai du Louvre. L’extrême détail du procédé fascine à l’annonce de Daguerre en 1839, et très vite les initiés voient l’avantage que cette précision représente pour des prises de vue de la ville.

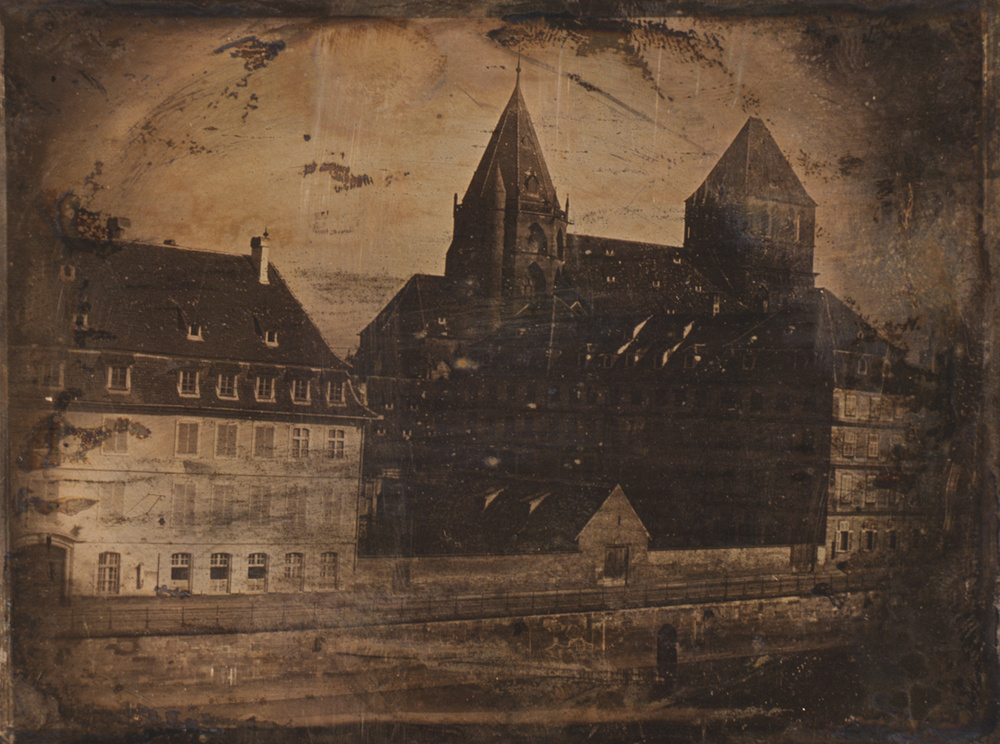
L'église Saint-Thomas de Strasbourg en 1842, localisation inconnue.

Paris reste la ville la plus propice aux vues daguerréotypes, tant à cause de son rôle dans la naissance de cette technique que par son cosmopolitisme. Même avant l’exode rural, le Paris du milieu du XIXe siècle est déjà surpeuplé, engoncé dans une surface trop réduite avant les travaux d’urbanisation du Second Empire. Cependant, la daguerréotypie de l’époque ne s’attache pas vraiment à reproduire les incessants mouvements de foule des grandes rues, d’abord parce qu’elle ne le permet pas, techniquement, ensuite parce qu’elle cherche plutôt à donner pour la première fois une vision exacte — sans la partialité propre à une représentation de main humaine — de l’espace urbain. Le choix des prises de vue reste très ancré dans la tradition de la peinture et de la gravure, et des conventions s’installent vite : les vues des grandes places et des grands monuments de la capitale datées des années 1845-1850 sont très courantes, alors probablement vendues dans quelques ateliers mais surtout destinées à voyager à l’étranger. De plus, ces lieux sont souvent les plus dégagés, donc suffisamment lumineux, et les funestes épidémies de choléra qui frappent la capitale au long du XIXe siècle poussent à fuir les ruelles populaires, souvent insalubres. D’autres sites sont également souvent photographiés : certains hôtels particuliers luxueux, les pavillons de grandes expositions, mais aussi les gares, témoins par excellence de l’âge industriel, et, enfin, les plus somptueuses églises. Et, de fait, ce sujet s’y prête à merveille : les gens peuvent voir, comme jamais sur toile ou sur gravure, les plus infimes détails de l’architecture gothique retranscrits sur les plaques.
Il reste qu’à cette même époque, certains daguerréotypistes plus hardis se libèrent des conventions de représentation de leur ville et explorent ainsi de nouveaux « points de vue » inédits. En 1845, Frédéric Martens met au point une chambre avec ouverture à 150 degrés pour réaliser des prises de vue panoramiques, technique qui sera également utilisée pour de célèbres vues du pont Neuf prises depuis la fenêtre de l’atelier de Lerebours, peut-être par lui-même. Ces vastes vues de la Seine, de près de 40 cm de long, léguées par Martens et quelques autres, constituent certainement les témoignages les plus spectaculaires de la daguerréotypie parisienne des années 1840.
Le Paris alors méconnu, montrant sa face peu illustre mais se révélant soudain pittoresque — des quais de Seine, des ponts, des complexes assemblages d’immeubles et des quartiers populaires —, s’éveille au monde de la représentation picturale. Les clichés-cartes postales à présent si répandus dans le monde étaient alors inconcevables dans le cadre d’une perception « artistique ». Il aura fallu attendre les daguerréotypistes pour que certains aspects de Paris, comme ses immenses étendues de toitures, ou encore les berges de Seine, suscitent l’intérêt du public et, plus tardivement, celui des artistes.
Quelques années plus tard, un tout autre motif vient animer les vues daguerréotypes de Paris. Après l’arrivée au pouvoir de Napoléon III, Haussmann s’apprête à réorganiser toute la ville, construire les grands boulevards, et détruire par conséquent de nombreux recoins de la capitale. Quelques daguerréotypistes perçoivent alors l’intérêt muséographique de leurs prises de vue, et beaucoup de lieux disparus ne survivent encore aujourd’hui dans la mémoire picturale que grâce à la daguerréotypie d’avant 1851. Même si cet aspect mémoriel prêté aux daguerréotypes est dû surtout à notre vision moderne de la photographie, d’importants témoignages historiques subsistent néanmoins, notamment grâce aux daguerréotypistes parisiens ayant réalisé des prises de vues durant la révolution de 1848. Mais ces traces sont extrêmement rares et souvent anonymes.
Certains ateliers de Paris réalisent par ailleurs des publications, parfois répondant à des commandes d’éditeur, parfois sur leur propre initiative quand ils en ont les moyens. Ces ouvrages, constitués de copies de daguerréotypes en gravure ou lithographies, étaient destinés à diffuser plus largement, sur papier, le travail de ces ateliers. Le plus célèbre reste celui publié par Lerebours en 1841, les Excursions daguerriennes, où figurent de nombreuses vues des monuments de Paris. Fizeau et Chevalier ont beaucoup contribué à ces ouvrages, ayant mis au point plusieurs techniques de transformation directe ou indirecte de la plaque daguerrienne en planche à graver, afin d’obtenir des reproductions imprimées.
L’activité prolifique des ateliers de daguerréotypes parisiens est couronnée en 1844 par la première exposition universelle, où de nombreux travaux sur daguerréotypes sont présentés. Elle reste la seule exposition universelle où la daguerréotypie aura tenu une place aussi importante ; à celle de Londres en 1851, beaucoup moins d’images sont présentées et le daguerréotype se voit vite éclipsé par les nouvelles techniques d’images tirées sur papier, reproductibles et beaucoup moins coûteuses. Elle conserve tout de même son prestige encore quelques années, surtout par le biais de la stéréoscopie, introduite à Paris en 1850, et dont le daguerréotype reste le support principal jusqu’en 1855. Au début des années 1850, de nombreux ateliers parisiens se lancent dans la vente de vues stéréoscopiques (auxquelles le daguerréotype, très précis, se prête particulièrement), souvent coloriées, et travaillent au perfectionnement des effets de relief. Ce sont les derniers grands succès du daguerréotype, avant que les ateliers de la capitale ne se tournent vers une production plus massive sur papier au milieu des années 1850.
Mais, plus d’un siècle et demi plus tard, la production des ateliers de daguerréotypes des années 1840 reste la plus incroyable, en matière de détail et de précision, de l’histoire des techniques photographiques, a fortiori celle des ateliers de Paris, alors les plus prolifiques.
En 1839, le peintre  Paul Delaroche s'est écrié à propos d'un daguerréotype : « D'aujourd’hui, la peinture est morte ».

## La cote contemporaine en Europe
Le 29 mai 2010, un daguerréotype portant la signature de son inventeur Louis Daguerre (1787-1851), daté de 1839, est vendu aux enchères à Vienne (Autriche) pour 732 000 euros. Ce daguerréotype porte le sceau en cire de l'atelier d'Alphonse Giroux (Paris). Ce prix est exceptionnel, la plupart des daguerréotypes courants se négocient aux enchères pour quelques dizaines ou centaines d'euros.
Fin mai 2007, une chambre « daguerrienne » de 1839, fabriquée par les frères Susse, retrouvée en bon état dans un grenier à Munich, est vendue aux enchères à Vienne (Autriche), pour 588 613 euros.

## Résurgence du procédé
Un léger retour du daguerréotype a été observé au cours des années 1980 parmi les photographes intéressés dans les processus historiques ; il a persisté jusque dans les années 2010.

## Expositions
- 31 octobre 1989 - 28 février 1990 : Paris et le daguerréotype, Musée Carnavalet, Paris[16].
- 13 mai - 17 août 2003 : Le daguerréotype français : un objet photographique, Musée d'Orsay, Paris[17],[18],[19],[20].

puis 22 septembre 2003 - 4 janvier 2004 : Metropolitan Museum of Art, New York.
- 30 mai - 13 juillet 2003 : L' Italia d'argento : 1839/1859 storia del dagherrotipo in Italia, salle d'armes du Palazzo Vecchio, Florence

puis 26 septembre - 16 novembre 2003 : Palazzo Poli, Rome.
- 30 octobre 2007 - 13 janvier 2008 : Camera obscura : premiers portraits au daguerréotype, 1841-1851, Musée du Quai Branly, Paris, dans le cadre de la biennale Photoquai[22].